# Barbara Kulanty
Barbara Kulanty (* 22. Januar 1970) ist eine polnische Badmintonspielerin. 

## Karriere
Barbara Kulanty gewann 2000 ihren ersten nationalen Titel in Polen, weitere Gewinne folgten 2001, 2002, 2003 und 2005. Im weiteren Verlauf ihrer Karriere war sie insbesondere bei Senioren-Welt- und -Europameisterschaften erfolgreich.

## Sportliche Erfolge
| Saison | Veranstaltung                          | Disziplin   | Platz | Name                                                                         |
| ------ | -------------------------------------- | ----------- | ----- | ---------------------------------------------------------------------------- |
| 1986   | Polnische Meisterschaften der Junioren | Mixed       | 1     | Tomasz Michalik / Barbara Kulanty                                            |
| 1987   | Polnische Meisterschaften der Junioren | Mixed       | 1     | Tomasz Michalik / Barbara Kulanty                                            |
| 1988   | Polnische Einzelmeisterschaften        | Damendoppel | 3     | Katarzyna Krasowska / Barbara Kulanty (Technik Głubczyce / Bolesław Bukowno) |
| 1989   | Polnische Einzelmeisterschaften        | Dameneinzel | 3     | Barbara Kulanty (Bolesław Bukowno)                                           |
| 1994   | Polnische Einzelmeisterschaften        | Damendoppel | 3     | Małgorzata Kowina / Barbara Kulanty (Marcovia Marki)                         |
| 1996   | Polnische Einzelmeisterschaften        | Mixed       | 3     | Michał Mirowski / Barbara Kulanty (Ruch Piotrków Tryb.)                      |
| 1997   | Polnische Einzelmeisterschaften        | Dameneinzel | 3     | Barbara Kulanty (Ruch Piotrków Tryb.)                                        |
| 1998   | Polnische Einzelmeisterschaften        | Mixed       | 3     | Michał Mirowski / Barbara Kulanty (Ruch Piotrków Tryb.)                      |
| 2000   | Polnische Einzelmeisterschaften        | Mixed       | 1     | Robert Mateusiak / Barbara Kulanty (SKB Suwałki)                             |
| 2000   | Polnische Einzelmeisterschaften        | Damendoppel | 3     | Barbara Kulanty / Joanna Szleszyńska (Skb Suwałki)                           |
| 2001   | Polnische Einzelmeisterschaften        | Mixed       | 1     | Robert Mateusiak / Barbara Kulanty (Skb Suwałki)                             |
| 2001   | Polnische Einzelmeisterschaften        | Damendoppel | 1     | Barbara Kulanty / Joanna Szleszyńska (Skb Suwałki)                           |
| 2002   | Polnische Einzelmeisterschaften        | Mixed       | 1     | Robert Mateusiak / Barbara Kulanty (Skb Suwałki)                             |
| 2003   | Polnische Einzelmeisterschaften        | Mixed       | 1     | Robert Mateusiak / Barbara Kulanty (Skb Suwałki)                             |
| 2003   | Polnische Einzelmeisterschaften        | Damendoppel | 3     | Barbara Kulanty / Joanna Szleszyńska (Skb Suwałki)                           |
| 2004   | Polnische Einzelmeisterschaften        | Mixed       | 1     | Robert Mateusiak / Barbara Kulanty (Skb Suwałki)                             |
| 2004   | Polnische Einzelmeisterschaften        | Damendoppel | 3     | Barbara Kulanty / Joanna Szleszyńska (Skb Suwałki)                           |
| 2005   | Polnische Einzelmeisterschaften        | Mixed       | 1     | Robert Mateusiak / Barbara Kulanty (Skb Suwałki)                             |
| 2005   | Polnische Einzelmeisterschaften        | Damendoppel | 2     | Barbara Kulanty / Joanna Szleszyńska (Skb Suwałki)                           |
| 2006   | Polnische Einzelmeisterschaften        | Damendoppel | 3     | Barbara Kulanty / Joanna Szleszyńska (AZS AGH Kraków / Skb Suwałki)          |
| 2008   | Senioren-Europameisterschaft 35+       | Dameneinzel | 2     | Barbara Kulanty                                                              |
| 2009   | Senioren-Weltmeisterschaft 35+         | Damendoppel | 3     | Dorota Grzejdak / Barbara Kulanty                                            |
| 2009   | Senioren-Weltmeisterschaft 35+         | Dameneinzel | 1     | Barbara Kulanty                                                              |